# Dean Travers
Dean Travers (* 17. Juni 1996 im Vereinigten Königreich) ist ein ehemaliger caymanischer Skirennläufer. Er startet hauptsächlich in den technischen Disziplinen Riesenslalom und Slalom als auch im Super-G. 

## Karriere
Travers gab sein internationales Renndebüt am 18. August 2011 bei einem FIS-Rennen am Coronet Peak. 2012 sollte er an den Olympischen Jugend-Winterspielen in Innsbruck teilnehmen, zog sich jedoch während des Trainings eine Knieverletzung zu und konnte kein Rennen bestreiten. Sein erstes internationales Großereignis bestritt er im Februar 2014 bei den Juniorenweltmeisterschaften in Jasná. Dort schied er jedoch bei allen Starts aus. 2015 nahm Travers erstmals an einer Alpinen Skiweltmeisterschaft teil. Bei den Wettkämpfen in Vail bzw. Beaver Creek belegte er im Super-G den 39. Platz.
Eine deutliche Leistungssteigerung gelang ihm einen Monat später bei den Juniorenweltmeisterschaften in Hafjell. Dort erreichte er Platz 15 im Super-G und ließ unter andere bereits Weltcuperprobte Läufer wie Marco Schwarz, Niels Hintermann oder Emanuele Buzzi hinter sich.
An diese Leistung konnte Travers jedoch nur bedingt anknüpfen. So startete er in den darauffolgenden Jahren hauptsächlich im Nor-Am Cup und bei FIS-Rennen in Nordamerika, jedoch ohne größeren Erfolg.
Sein letztes internationales Rennen bestritt Travers am 27. August 2016 bei einem Riesenslalom des South American Cups, danach ist er als Rennläufer nicht mehr in Erscheinung getreten.

## Privates
Travers Mutter Mary Ann ist Britin und wuchs in Kanada auf, sein Vater Anthony stammt von den Cayman Island. Dadurch besitzt er die Staatsbürgerschaften des Vereinigten Königreichs, Kanadas und der Cayman Islands. Seine Brüder Dow und Dillon Travers waren ebenfalls als Skirennläufer aktiv.

## Erfolge

### Weltmeisterschaften
- Vail/Beaver Creek 2015: 39. Super-G, DNS Riesenslalom

### Nor-Am Cup
- Eine Platzierung unter den besten 15

### Juniorenweltmeisterschaften
- Jasná 2014: DNF Abfahrt, DNF Super-G, DNF Riesenslalom, DNF Super Kombination
- Hafjell 2015: 15. Super-G, DNF Riesenslalom